# Кошкино (Опочецький район)
Кошкино (рос. Кошкино) — присілок в Опочецькому районі Псковської області Російської Федерації.
Населення становить 18 осіб. Входить до складу муніципального утворення Болгатовська волость.

## Історія
Від 2015 року входить до складу муніципального утворення Болгатовська волость.

## Населення
| 2001 | 2002 | 2010 | 2013 | 2014 | 2015 | 2016 |
| ---- | ---- | ---- | ---- | ---- | ---- | ---- |
| 30   | ↘27  | ↘14  | ↗22  | ↘21  | ↗22  | ↘18  |